# Likertova škála

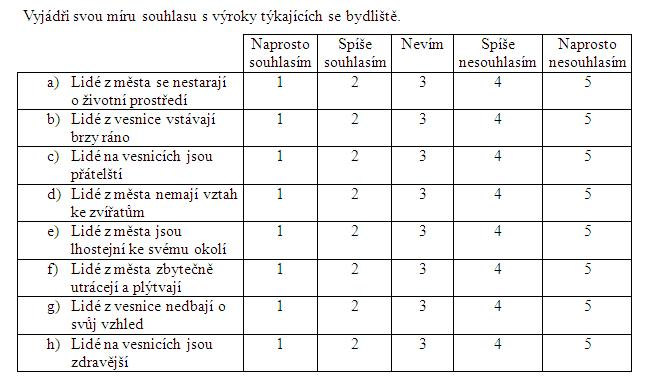
Likertova škála

Likertova škála, vytvořena v roce 1932 americkým psychologem Rensisem Likertem, je původně technikou pro měření postojů v dotaznících, později však bývá používána i k měření jiných proměnných například v psychologických testech.
Je složena z výroků, na které respondent může odpovědět na škále, reprezentující míru souhlasu. Příkladem může být škála „souhlasím“, „spíše souhlasím“, „tak napůl“, „spíše nesouhlasím“, „nesouhlasím“. Počet možných odpovědí, jejich konkrétní pojmenování nebo zařazení či nezařazení středové hodnoty se může lišit podle konkrétního použití, běžně je na výběr mezi 5 až 7 možnostmi. Likertova škála umožňuje zjistit nejen obsah postoje, ale i jeho přibližnou sílu.
Svou podobou je Likertova škála podobná se sémantickým diferenciálem, ve kterém však krajní póly tvoří dva různé pojmy, mezi nimiž respondent „vybírá“.